# Hans J. Vermeer
Hans Josef Vermeer (* 24. September 1930 in Iserlohn; † 4. Februar 2010 in Heidelberg) war ein deutscher Sprach- und Übersetzungswissenschaftler und Begründer der Skopostheorie. Seine Forschungsschwerpunkte waren die portugiesische Sprache, Germanistik (insbesondere die mittelalterliche Fachliteratur), Sprachwissenschaft und Indologie, Translationswissenschaft sowie die Geschichte der Übersetzung.
Er war Professor für Allgemeine und Angewandte Sprachwissenschaft und lehrte im Germersheimer Fachbereich Translations-, Sprach- und Kulturwissenschaften der Johannes Gutenberg-Universität Mainz sowie an der Universität Heidelberg. Vermeer nahm außerdem zahlreiche Gastprofessuren wahr, sowohl in Deutschland als auch im Ausland.
Vermeer schuf die Grundlagen einer allgemeinen Translationstheorie. Am 17. Januar 2010 wurde ihm für seine Verdienste um die Grundlegung der Translationswissenschaft vom Fachbereich 06 (Translations-, Sprach- und Kulturwissenschaft) die Ehrendoktorwürde der Universität Mainz verliehen. Neben seiner Lehr- und Forschungstätigkeit war Hans J. Vermeer ferner als Übersetzer für die portugiesische, französische und baskische Sprache sowie als Diplom-Dolmetscher für das Portugiesische tätig.

## Leben und Wirken
Hans J. Vermeer wurde 1930 im westfälischen Iserlohn als Sohn von Maria Vermeer, geborene Hoffmann, und des Kaufmanns Wilhelm Vermeer geboren und schloss dort im Februar 1950 seine schulische Ausbildung ab. Im Oktober desselben Jahres begann er sein Übersetzungsstudium für Englisch und Spanisch an der Universität Heidelberg. Nach einem Auslandsaufenthalt an der Universität Lissabon, Portugal, schloss er ein Übersetzungsstudium für Portugiesisch an. Sein Dolmetsch-Diplom für Portugiesisch schloss er 1954 ab. Anschließend übernahm er zwischen 1954 und 1962 die Lehrtätigkeit als Lektor für Portugiesisch am Dolmetscher-Institut der Heidelberger Universität und wechselte dann an das Südasien-Institut der Universität Heidelberg, wo er von 1962 bis 1964 als Lektor und Dozent für süd-asiatische Sprache, beispielsweise Urdu und Hindi, tätig war. 1958 hatte er geheiratet. Im Jahr 1962 wurde er in Heidelberg mit einer Dissertation zum Thema adjektivische und verbale Farbausdrücke in den indogermanischen Sprachen und das Problem ihrer Übersetzbarkeit zum Doktor der Philosophie (Dr. phil.) promoviert. 1968 habilitierte er sich, ebenfalls in Heidelberg, mit einer Arbeit zum Thema Bau zentral-süd-asiatischer Sprachen, als Beitrag zur Sprachbundfrage.
Ab 1968 war Vermeer für eine Dauer von drei Jahren als Assistenzprofessor am Institut für Linguistik der Universität Heidelberg tätig. 1970 wechselte er an die Johannes Gutenberg-Universität Mainz. Bis 1983 hatte er dort am Fachbereich für Translations-, Sprach- und Kulturwissenschaft den Lehrstuhl für Allgemeine und Angewandte Linguistik inne. Von 1984 bis 1992 übernahm er den Lehrstuhl für Allgemeine Übersetzungswissenschaften mit Schwerpunkt Portugiesisch an der Universität Heidelberg. Im Jahr 1992 gab er seine Professur auf, hielt jedoch weiterhin Lehrveranstaltungen ab und übernahm Gastprofessuren an verschiedenen ausländischen Universitäten, darunter von 1999 bis 2002 an der Leopold-Franzens-Universität Innsbruck, Österreich, von 2002 bis 2003 an der Bosporus-Universität in Istanbul, Türkei, und ebenfalls in Istanbul von 2004 bis 2007 an der Okan-Universität. Zwischen 2008 und 2010 kehrte er als Gastprofessor zurück an den Fachbereich Translations-, Sprach- und Kulturwissenschaft der Johannes Gutenberg-Universität Mainz.
Neben seiner Lehrtätigkeit widmete er sich intensiv der Forschung. Bereits in den 60er Jahren unternahm er Studienreisen nach Indien, Pakistan und Ceylon, um dort die Dialekte des indischen Englisch sowie das Kreolportugiesisch zu untersuchen. Im Rahmen desselben Forschungsprojekts reiste er nach Graz und nach England. Im Jahr 1986 reiste er nach Spanien, um dort das Baskische zu studieren. Weitere Länder, die er im Zusammenhang mit seiner Forschung bereiste, waren Finnland, die Türkei, Japan und Indonesien.

## Familie
Hans J. Vermeer war katholisch und hatte 1958 die Inderin Mira Sethna geheiratet. Aus der Verbindung gingen die Kinder Marina, der 1961 in Iserlohn geborene Sinologe und Unternehmensberater Manuel Vermeer und der 1965 in Heidelberg geborene Schauspieler Benedikt Vermeer hervor.

## Publikationen (Auswahl)
Vermeers Publikationsliste umfasst insgesamt rund 300 Werke, u. a. zur allgemeinen Translationswissenschaft, zur Fremdsprachenlehre, zum Portugiesischen, zur Historisch-Komparativen Linguistik, zur mittelalterlichen deutschen Fachliteratur und zur Indologie. Seine Werke verfasste er in deutscher und englischer Sprache.
- Eine altdeutsche Sammlung medizinischer Rezepte in Geheimschrift. In: Sudhoffs Archiv. Band 45, 1961, S. 235–246.
- Adjektivische und verbale Farbausdrücke in den indogermanischen Sprachen mit ē-Verben: ein Beitrag zur Frage der Wortarten und zum Problem der Übersetzbarkeit. Heidelberg, J. Groos 1963 (Diss.)
- mit Gerhard Eis (Hrsg.): Gabriel von Lebensteins Büchlein ‚Von den gebrannten Wässern‘. Stuttgart 1965 (= Veröffentlichungen der Internationalen Gesellschaft für Geschichte der Pharmazie, Neue Folge, 27).
- als Hrsg. mit Gundolf Keil, Rainer Rudolf und Wolfram Schmitt: Fachliteratur des Mittelalters. Festschrift Gerhard Eis. Metzler, Stuttgart 1968
- „Cardo benedicta das edlist krautt“. Handschriftentexte aus Wien, Harburg und Böhmen. In: Gundolf Keil, Rainer Rudolf, Wolfram Schmitt, Hans J. Vermeer (Hrsg.): Fachliteratur des Mittelalters. Festschrift Gerhard Eis. Stuttgart 1968, S. 421–432.
- Untersuchungen zum Bau zentral-süd-asiatischer Sprachen (ein Beitrag zur Sprachbundfrage). J. Groos, Heidelberg 1969 (Habilitationsschrift).
- Einführung in die linguistische Terminologie. Nymphenburger Verlagshandlung, München 1971, ISBN 978-3-485-03053-3.
- Allgemeine Sprachwissenschaft: eine Einführung. Rombach, Freiburg 1972, ISBN 978-3-7930-0968-9.
- Johann Lochners „Reisekonsilien“. In: Sudhoffs Archiv. Band 56, 1972, S. 145–196.
- mit Dietlinde Goltz und Joachim Telle: Der alchemistische Traktat „Von der Multiplikation“ von Pseudo-Thomas von Aquin. Untersuchungen und Texte (= Sudhoffs Archiv. Beiheft 19). Steiner, Stuttgart 1977, ISBN 3-515-02589-8.
- Aufsätze zur Translationstheorie. Heidelberg 1983.
- mit Katharina Reiß: Grundlegung einer allgemeinen Translationstheorie. Niemeyer, Tübingen 1984, ISBN 978-3-484-30147-4.
- Übersetzen als kultureller Transfer. In: Mary Snell-Hornby (Hrsg.): Übersetzungswissenschaft – eine Neuorientierung. Zur Integrierung von Theorie und Praxis. 30-53. Francke, Tübingen 1986, ISBN 978-3-7720-1727-8.
- als Hrsg.: TEXTconTEXT. 1986 ff.
- als Hrsg.: th (translatorisches handeln). 1989 ff.
- Skopos und Translationsauftrag: Aufsätze. Institut für Übersetzen und Dolmetschen, Heidelberg (Selbstverlag) 1990, ISBN 978-3-9802302-1-6.
- Skizzen zu einer Geschichte der Translation. Verlag für Interkulturelle Kommunikation, Frankfurt 1991.
- Wie lernt und lehrt man Translatorisch(-)? In: Lebende Sprachen. 38. 5-8. De Gruyter 1993.
- A skopos theory of translation (Some arguments for and against). TEXTconTEXT, Heidelberg 1996, ISBN 978-3-9805370-0-1.
- Das Übersetzen in Renaissance und Humanismus (15. und 16. Jahrhundert). Band 1: Westeuropa; Band 2: Der deutschsprachige Raum, Literatur und Indices. TEXTconTEXT, Heidelberg 2000.
- Luhmann’s “Social Systems” theory: preliminary fragments for a theory of translation. Frank & Timme, Berlin 2006, ISBN 978-3-86596-102-0.
- Ausgewählte Vorträge zur Translation und anderen Themen – Selected Papers on Translation and other Subjects. Frank & Timme, Berlin 2007, ISBN 978-3-86596-145-7.